# Gitte Andersen
Gitte Evendorff Andersen (født 21. juli 1989) er en tidligere kvindelig dansk håndboldspiller, der fra 2006 til 2018 spillede i Randers HK. Hun har i alt spillet 286 kampe og scoret 624 for Randers HK.
Hun er en af de nuværende 8 tidligere Randers HK-spillere, der er en del af Randers HK's ambassadørkorps.